# Świbno (prom)
Świbno – prom kolejowy, zbudowany w 1904 w stoczni L. Zobel w Bydgoszczy, dla Westpreußische Kleinbahnen Aktien-Gesellschaft (WKAG - Zachodniopruska Spółka Małych Kolei) do obsługi przeprawy przez Wisłę pomiędzy Świbnem i Mikoszewem.

## Przebieg służby
Pierwotnie prom ochrzczono imieniem Aegir. W marcu 1945 został zatopiony koło Przegaliny przez wycofujące się wojska niemieckie. 
W 1946 r. podniesiono go z dna i naprawiono w stoczni w Pleniewie. Wówczas otrzymał nowe imię Świbno i powrócił do służby, tym razem jako własność PKP. Na skutek zużycia kadłuba i innych podzespołów prom wycofano ze służby na przełomie 1955/56 roku. Formalna kasacja nastąpiła 23 stycznia 1959, a złomowanie w 1961 roku.